# Indigofera atrata
Indigofera atrata är en ärtväxtart som beskrevs av Nicholas Edward Brown. Indigofera atrata ingår i släktet indigosläktet, och familjen ärtväxter. Inga underarter finns listade i Catalogue of Life.